# Дингово легло
Дингово легло (енгл. Dingoes Den) је роман српског и аустралијског писца и антрополога Сретена Божића. Објављен је под његовим књижевним именом Б. Вонгар (енгл. B. Wongar) а по садржају је аутобиографија. Први пут је публикован на енглеском 1999. године (Bondi Junction, N.S.W. Imprint) а на српском 2010. године (Јасен, Београд).

## Осврти на књигу
К. К. Ратвен примећује да Вонгар, слободно преведено, значи и отпадник. Загонетно Б из Б. Вонгар може да се схвати као биримбир (дух), затим као банумбир (јутарња звезда) а можда и као Божић, његово презиме.
Т. М. Мејер каже да је Дингово легло углавном реалистична аутобиографија са врло мало магично-реалистичних елемената, где се напушта културни и етнички хибрид (Аустралија, Србија) којег се Сретен држи у роману Раки. Домородачко порекло (које Мејерова види опет у роману Раки) је замењено емотивном идентификацијом која исходи из егзистенцијалне кризе а даље је заснована на његовој женидби Ђумалом, девојком из Јонглу племена из Јиркала области. Емотивна веза са аустралијским домороцима је централни мотив ове аутобиографије. Даље, тврди да Сретен не ублажава своје српске ултра националистичке ставове који су видљиви у његовом другом роману - Раки. Свет Динговог легла силом уништава Србију, Уједињени народи виде Србију као парија државу, а Срби су демонизовани у свету злонамерном кампањом која (лажно) приписује ратне злочине и насиља народу који је само себе бранио од колонизације, још од турских времена.
У кратком предговору немачком издању, у преводу Г. Триш, истиче се да је Сретен добио његово књижевно име од Ђумале и њених рођака. Његове књиге, у којима се описује живот аустралијских домородаца недостојан човека, аустралијске власти су дочекале критички. Било му је забрањено да живи на северу Аустралије и морао се преселити у Мелбурн. Бројне Сретенове књиге су преведене на немачки, француски, холандски, руски, мађарски и шпански.
У поговору ове књиге, Повратак срећног Божића, проф. А. Петровић пише, цитирајући самог Сретена, да када се књига о њему појавила преведена у његовој земљи, Сретен се коначно вратио кући: "Није ми преостало ништа друго до да се вратим тамо одакле сам отишао оног кишног јесењег дана, давне 1948. године.". На питање зашто рећи да је неко ко пише на енглеском, а бави се злехудом судбином аустралијских староседелаца, српски књижевник, Петровић каже да Сретен у аустралијској култури делује на српски начин. Сретен не окреће главу, не гледа своја посла, није цинично паметан, хрли да се суочи са неправдом, саосећа са поробљеним и пониженим и ставља живот испред идеологије. Чини немогуће - пише на језику који није знао довољно ни за свакодневни разговор. Док пише на енглеском, мисли на српском. Српски језик, српска култура и српска историја стоје иза њега, дајући му све време ослонац и кључ разумевања онога што види око себе и у себи.